# Nicole Pérez
Dania Nicole Pérez Jiménez (* 30. August 2001 in Guadalajara, Jalisco), von den mexikanischen Medien nach ihrem zweiten Vornamen als Nicole Pérez bezeichnet und selbst unter diesem Namen auftretend, aber von einigen Fußballdatenbanken unter ihrem ersten Vornamen Dania Pérez geführt, ist eine mexikanische Fußballspielerin, die vorwiegend im Mittelfeld zum Einsatz kommt.

## Leben

### Verein
Bereits früh sammelte die Nachwuchsspielerin Auslandserfahrungen und spielte eine Zeitlang für Espanyol Barcelona.
Ihre Laufbahn als Fußballprofi begann sie beim Repräsentanten ihrer Heimatstadt, Chivas Femenil, für den sie erstmals in der Clausura 2018 in der Liga MX Femenil zum Einsatz kam. Insgesamt absolvierte sie bis Ende 2020 77 Spiele (Liga und Liguilla) für Chivas, in denen sie 18 Tore erzielte, bevor sie zum Jahreswechsel 2020/21 zu den Rayadas de Monterrey wechselte. In der Apertura 2021 gewann sie mit den Rayadas die mexikanische Frauenfußballmeisterschaft.
Ein halbes Jahr später verletzte Pérez sich in einem Ligaspiel am letzten Spieltag der Clausura 2022 ausgerechnet gegen ihren vorherigen Arbeitgeber Chivas Femenil und zog sich eine schwere Verletzung in ihrem rechten Knie zu, die sie zu einer etwa neunmonatigen Pause zwang, so dass sie erstmals wieder im Februar 2023 zum Einsatz kam.

## Nationalmannschaft
Nicole Pérez war Mannschaftskapitänin der mexikanischen U-17-Nationalmannschaft bei der U-17-Fußball-Weltmeisterschaft der Frauen 2018, wo sie mit ihren drei Turniertoren (sowie einem weiteren Treffer im Elfmeterschießen) maßgeblich dazu beitrug, dass die Mexikanerinnen bis ins Finale vorstoßen konnten. Im Viertelfinale lag Mexiko zweimal gegen Ghana zurück, doch Nicole Pérez sorgte mit ihren Treffern in der 61. Minute zum 1:1 und in der 82. Minute zum 2:2 dafür, dass Mexiko sich bis ins Elfmeterschießen retten konnte, wo Nicole Pérez erneut verwandelte und den Grundstein für den 4:2-Sieg der Mexikanerinnen legte. Im Halbfinale gegen Kanada erzielte Pérez in der 25. Minute per Strafstoß das einzige Tor zum 1:0-Sieg ihrer Mannschaft.
In der mexikanischen Frauen-Nationalmannschaft kam sie 2021 in insgesamt 6 Spielen zum Einsatz.

## Erfolge

### Verein
- Mexikanischer Meister: Apertura 2021

### Nationalmannschaft
- U-17-Weltmeisterschaft der Frauen: Vizeweltmeister 2018